# Dekanat chodzieski
Dekanat chodzieski – dekanat włączony w 2004 roku do archidiecezji gnieźnieńskiej z archidiecezji poznańskiej. W skład dekanatu wchodzi 10 parafii.

## Parafie
- Parafia pw. św. Barbary w Budzyniu
- Parafia pw. św. Floriana w Chodzieży
- Parafia pw. Nawiedzenia NMP w Chodzieży
- Parafia św. Wojciecha w Margoninie
- Parafia św. Kazimierza w Podstolicach
- Parafia św. Józefa w Raczynie
- Parafia Matki Bożej Szkaplerznej w Stróżewie
- Parafia Najświętszej Maryi Panny Wspomożycielki Wiernych w Szamocinie
- Parafia pw. św. Mikołaja w Ujściu
- Parafia Matki Bożej Pocieszenia w Wyszynach